# مجلس حفظ‌الصحة
مجلس حفظ‌الصحه، شورایی در زمان حکومت قاجار بود که برای تصمیم گیری درباره وضعیت بهداشت در ایران بنیان نهاده شد. این شورا را ژوزف تولوزان فرانسوی،  پزشک مخصوص ناصرالدین شاه، که پژوهشگر برجسته‌ای در زمینه بیماری‌های واگیردار بود، در ۱۲۴۷ ش. (۱۲۸۵ ق. - ۱۸۶۸ م.) بنیان نهاد.

## تاریخچه

### پیش‌زمینه
در مرداد ۱۲۲۵ ش(۱۸۴۶ م) بیماری وبا در تهران بیش از ۱۲هزار نفر (حدود یک‌چهارم جمعیت پایتخت) را به کام مرگ کشاند. پس از آن در ۱۲۴۱ ش (۱۸۶۲ م) همه‌گیری وبا در مشهد آغاز شد و روزانه باعث مرگ ۱۰۰ تا ۱۲۰ نفرشد. در ۱۲۴۸ ش (۱۸۶۹ م) این بیماری در اصفهان و سپس تا شیراز گسترش یافت و پس از کشتار نزدیک به دو هزار نفر در شیراز تا شهرهای حاشیه خلیج‌فارس پیش رفت.
این شرایط و دشواری‌های پیش رو در کنترل این بیماری و نیز حصبه، برخی از دولتمردان و دست‌اندرکاران بهداشت، و بیش از همه ژوزف تولوزان را بر آن داشت تا تصمیمی جدی برای وضعیت بهداشت و پزشکی در ایران اتخاذ کنند.

### تاسیسمجلس حفظ‌الصحه
تولوزان و شاگردانش کوشش‌هایی برای واکسیناسیون و ساخت قرنطینه و آگاهی‌بخشی به مردم درباره بیماری‌های واگیر انجام دادند. با این همه چون مجلس حفظ‌الصحه بودجه مشخصی نداشت، اغلب برنامه‌های آن به خوبی پیش نمی‌رفت و گاه نشست‌های این شورا برگزار نمی‌شد. بیش از ۴۰ سال گذشت تا این مجلس جایگاهی در دولت پیدا کرد و بودجه‌ای برای آن در نظر گرفتند.
در سال سال ۱۲۸۹ ش (۱۳۲۸ ق - ۱۹۱۰ م) نمایندگان دوره دوم مجلس شورای ملی به پیشنهاد امیرخان امیراعلم قانونی را تصویب کردند که به موجب آن، از مالیات انتقال پیکر مردگان به زیارتگاه‌های عراق، تومانی یک قران در اختیار مجلس حفظ‌الصحه دولتی قرار گیرد تا برای بهبود بهداشت، به‌ویژه گسترش آبله‌کوبی رایگان، هزینه شود.
همچنین از مصوبات مهم این شورا تصویب قانون طبابت در سال ۱۲۹۰ ش (۱۳۲۹ ق-۱۹۱۱ م) بود که طبق این قانون، فقط پزشکان و دندانپزشکان دارای مجوز از وزارت معارف می‌توانستند به درمان مردم بپردازند و در دستگاه‌های دولتی استخدام شوند.